# Trametopsis cervina
Trametopsis cervina är en svampart som först beskrevs av Ludwig David von Schweinitz, och fick sitt nu gällande namn av Tomšovský 2008. Trametopsis cervina ingår i släktet Trametopsis och familjen Polyporaceae.   Inga underarter finns listade i Catalogue of Life.